# Lasioedma floccosa
Lasioedma floccosa là một loài bướm đêm trong họ Geometridae.